# Heer van Dendermonde
Heer van Dendermonde (tot aan de Franse Revolutie "de Tenremonde") is een adellijke titel die sinds de 10e eeuw gevoerd wordt.

## Situering
In de tweede helft van de 9de eeuw teisterden de Noormannen West-Europa en verwoestten ze in 851 en 879 de Gentse Sint-Baafsabdij. In 892 verlieten ze onze gewesten, waarbij de plaatselijke heren in Vlaanderen en Brabant gebruik maakten van het tijdelijke machtsvacuüm om hun territoriale macht uit te breiden ten nadele van de verlaten abdijen.
De heren van Dendermonde wisten hun domein eveneens uit te breiden. Na 940 herstelde de graaf van Vlaanderen, Arnulf I, de Sint-Baafsabdij en werd de juridische macht over de abdijgoederen in handen gegeven van wereldlijke voogden. Voor de Brabantse bezittingen van de abdij traden de heren van Dendermonde op als landvoogd en lijfden ze geleidelijk de domeinen van de abdijen in bij het eigen domein. In de eerste helft van de 10de eeuw eigende Wenemar, de eerst heer van Dendermonde, zich de Sint-Baafsgoederen in Lebbeke en Moorsel toe. Tussen 1019 en 1030 eigende Robrecht van Dendermonde zich het Sint-Baafsdomein te Grembergen toe. Na de dood van Arnulf I in 965, palmden de heren van Dendermonde stukken land in op de linkeroever van de Schelde.
Aan het einde van de 11de eeuw was Vlaanderen verdeeld in twee grote delen. Het oostelijke deel hing af van het Heilige Roomse Rijk, het westelijke van de Franse kroon. De heerlijkheid van Dendermonde was een allodiaal grensgebied dat noch van de Duitse noch van de Franse kroon afhankelijk was. Door de strategische ligging van Dendermonde wilde de graaf van Vlaanderen de heer van Dendermonde aan zich binden door de heerlijkheid te verheffen tot pairie. Op het einde van de 10de of in het begin van de 11de eeuw het Land van Dendermonde opgericht en aan de eigen Heren toevertrouwd. Zo vervoegden de heren van Dendermonde de hoogste adel in het graafschap. Maar tegen het midden van de 13de eeuw was hun rol van pair uitgespeeld.

## De heren van Dendermonde
De eerste heren van Dendermonde waren de afstammelingen van de provoosten van de Gentse Sint-Baafsabdij.
- voor 950: Wenemar van Dendermonde
- 977-991: Hermenfried van Dendermonde, zoon van Wenemar
- 1019: Robrecht van Dendermonde

### Huis Dendermonde (de Tenremonde)
- 11de eeuw: Ringoot I “de Kale” van Gent, zoon van Lambrecht I van Gent en Ermengard van Vlaanderen
- 1085: Ringoot II, provoost van de Gentse Sint-Baafsabdij, in 1070 getrouwd met Adelwidis erfgename van Dendermonde, dochter van Hues I, heer van Valenciennes en Ostrevant
- 1106: Daneel van Dendermonde (1090-1136), zoon van Ringoot II
- 1136: Walter I van Dendermonde (1120-1171), getrouwd met Renewif van Eename (1125-x)
- 1171: Walter II van Dendermonde (1160-1189), getrouwd in 1180 met Adèle van Buischeure (1170-1209), vrouwe van Rosoy
- 1188: Machteld van Dendermonde (11??-april 1224) trouwt met Willem II van Béthune (1165-1214), heer van Richebourg en Vameston.

### Huis de Béthune
- 1214: Robert VII van Béthune
- 1248: Mathilde van Béthune, getrouwd met Gwijde van Dampierre

### Huis Béthune-Dampierre
- 1263: Robrecht III van Dampierre, zoon van Gwijde
- 1305: Willem VI “de Crèvecoeur” van Dampierre, broer van Robrecht
- 1312: Willem van Dampierre (1290-1320), zoon van Willem VI “de Crèvecoeur”
- 1320: Jan van Dampierre (1295-1325), bisschop van Luik en Metz en broer van Willem van Dampierre
- 1325: Maria de Nigelles, dochter van Jan en getrouwd met Ingelram Ossemont, heer van Amboise

Als vrouwe en heer van Dendermonde verkopen Maria en Ingelram hun heerlijkheid aan de Franse koning, die het gebied een jaar later schenkt aan de Vlaamse graaf Lodewijk van Male. Hij was de zoon van Lodewijk van Crécy (1304-1346), graaf van Vlaanderen en kleinzoon van Robrecht III en Margaretha van Frankrijk (1310-1382). Na zijn dood ging de titel over naar de Bourgondische hertogen. Langs de zijtak Crévecoeur wordt de lijn stopgezet met Maria van Vlaanderen, kleindochter van Willem de Crèvecoeur. Volgens de officiële geschiedenis was zij de laatste om de titel ‘vrouwe van Dendermonde’ te dragen. 